# 杰瑞米·索尔

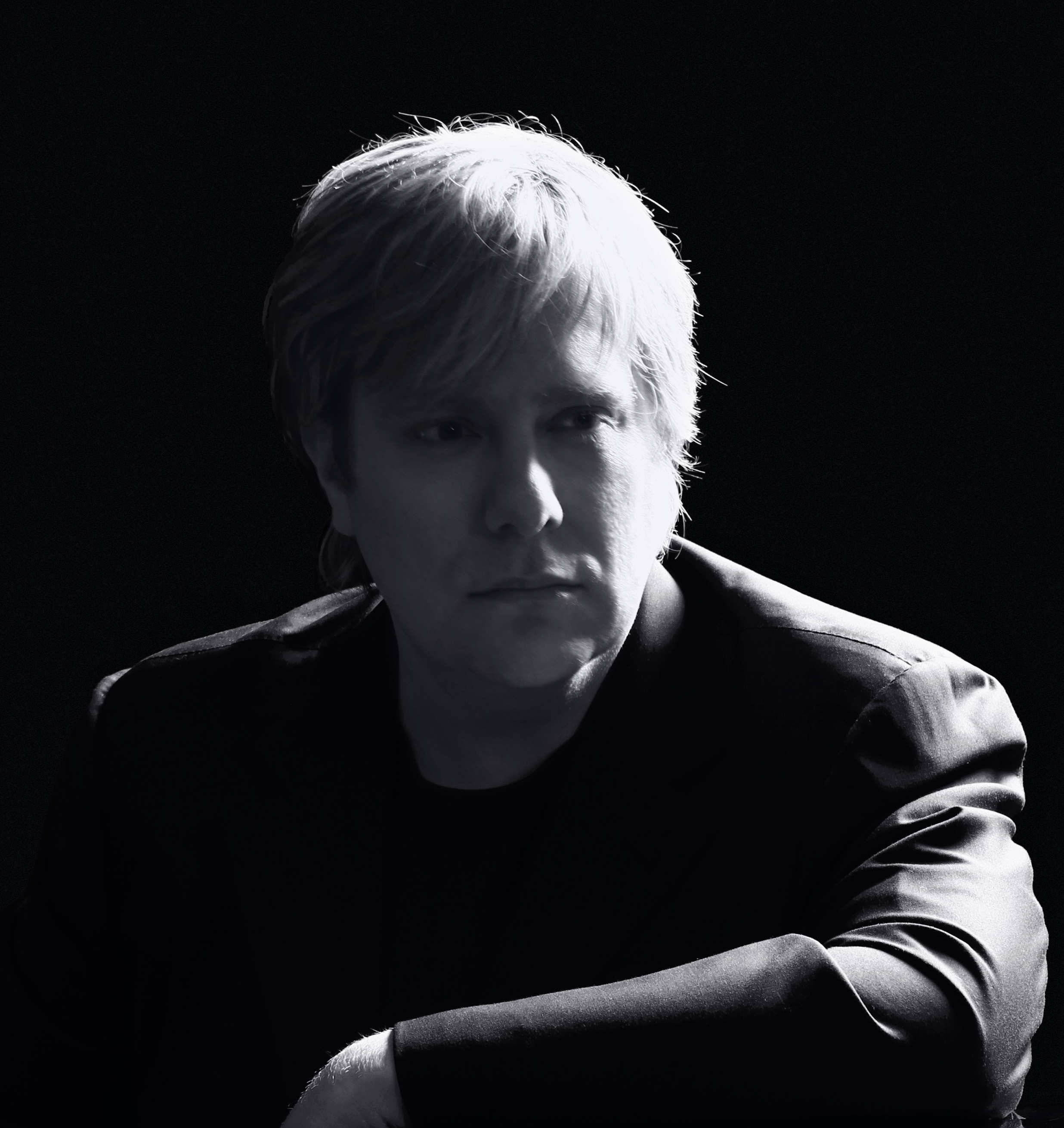
杰瑞米·索尔

杰里米·索尔 (Jeremy Soule，1975年12月19日—) 是一位美国电影、电视和電子游戏配乐作曲家。他为包括上古卷轴系列、横扫千军在內的60多款游戏和十多部其他作品创作了配乐，
他于1994年入職史克威爾。 1995年跳槽，他為横扫千军创作的配乐是他的第一部獲獎作品。 2000年，他成立了自己的音乐制作公司 Soule Media，后来更名为 Artistry Entertainment。 2005年，他又创立了 DirectSong 唱片公司。 